# Г'ю Гоуї
Г'ю Гоуї (англ. Hugh Howey, Hugh C. Howey, нар. 23 червня 1975, Шарлотт, Північна Кароліна, США) — американський письменник. Насамперед відомий як автор науково-фантастичної книжкової серії «Бункер».

## Біографія
Народився 23 червня 1975 року у місті Шарлотт, Північна Кароліна, США. Своє дитинство провів в окрузі Юніон у сім'ї фермера та вчительки. Рано одружився, але вже у двадцятирічному віці розлучився. Залишивши роботу комп'ютерника, 1995 року переїхав до Чарлестона, щоб розпочати нове життя. Знайшовши роботу у книгарні, почав вивчати фізику в Чарльстонському університеті. У цей період свого життя придбав човна, у якому й мешкав. На першому курсі записався на курс англійської, який вів професор Денніс Голсбері, який, зрештою, переконав Гоуї змінити спеціалізацію на користь англійської мови та літератури. Однак, «зі страху перед реальністю» Г'ю залишив навчання у коледжі та 1998 року поплив на своєму човні на Багами, де почав працювати капітаном яхти. Згодом знову повернувся до навчання в коледжі, але 2000 року знову покинув навчання, знайшовши роботу на борту нью-йоркського судна.
Одружившись з Амбер Лайдою, переїхав до Вірджинії, де його нова дружина здобувала докторський ступінь з психології. У цей період свого життя Гоуї став руфером. Згодом його дружина почала викладати в Університеті Аппалачі, а Г'ю, знайшовши роботу в книгарні, у вільний час почав писати. 2011 року письменник започаткував свою найуспішнішу науково-фантастичну книжкову серію «Бункер», що розповідає про тоталітарне суспільство, яке живе у підземному бункері. 2018 року світ побачив український переклад першої книги — «Бункер. Ілюзія»:
|  | Опісля Кінця світу Хтось залишив жменьку людей «на насіння» у колосальному бункері, врізаному на десятки кілометрів під землю. Утім життя перетікає в смерть, і цикл завершується, коло замикається. Від народження тобі втовкмачують, що інакше бути не може, порятунок – неможливий, виходу з бункера немає. Кожен знаходиться під контролем системи, свідомість та інакомислення — блокуються установками відділу ІТ. Та завжди з’являються носії «ідеї», ті, хто прагне іншої інформації, справжнього знання, кого не влаштовує ілюзія, що наче «вірус», здатна «заразити» інших. |

## Переклади українською
- Г'ю Гоуї. Бункер. Ілюзія. — К. : BookChef, 2018. — 496 с. — ISBN 978-617-7559-09-1.